# Iugoslávia nos Jogos Olímpicos de Verão de 1972
Atletas da República Federal Socialista da Iugoslávia competiram nos Jogos Olímpicos de Verão de 1972 em Munique, Alemanha Ocidental.

## Medalhistas
| Medalha           | Nome | Esporte  | Evento                            |
| ----------------- | --- | -------- | --------------------------------- |
| Medalha de ouro   | Mate Parlov | Boxe     | Peso Meio-pesado                  |
| Medalha de ouro   | Zoran Živković (handball) Abas Arslanagić Miroslav Pribanić Đorđe Lavrnić Slobodan Mišković Hrvoje Horvat Branislav Pokrajac Zdravko Miljak Milan Lazarević Nebojša Popović Zdenko Zorko Dobrivoje Selec Albin Vidović | Handebol | Competição masculina              |
| Medalha de prata  | Josip Čorak | Lutas    | Greco-romana peso meio-pesado     |
| Medalha de bronze | Zvonimir Vujin | Boxe     | Peso Meio-médio ligeiro           |
| Medalha de bronze | Milovan Nenadić | Lutas    | Greco-romana masculina peso médio |

## Resultados por Evento

### Atletismo
800 m masculino
- Jože Medjumurec
  - Eliminatórias — 1:48.1
  - Semifinais — 1:49.0 (→ não avançou)

1.500 m masculino
- Jože Medjumurec
  - Eliminatórias — 3:52.1 (→ não avançou)

5.000 m masculino
- Daniel Korica
  - Eliminatórias — DNS (→ não avançou)

### Basquetebol

#### Competição Masculina
- Fase Preliminar
  - Derrotou a Itália (85-78)
  - Derrotou a Polônia (85-64)
  - Perdeu para Porto Rico (74-79)
  - Derrotou Filipinas (117-76)
  - Derrotou a Alemanha Ocidental (81-56)
  - Derrotou Senegal (73-57)
  - Perdeu para a União Soviética (67-74)
- Partidas de Classificação
  - 5°/8° lugar: Derrotou a Tchecoslováquia (66-63)
  - 5°/6° lugar: Derrotou Porto Rico (86-70) → Quinto lugar

- Elenco:

Dragutin Čermak, Krešimir Ćosić, Miroljub Damjanović, Blagoja Georgievski, Vinko Jelovac, Dragan Kapičić, Žarko Knežević, Milun Marović, Nikola Plećaš, Ljubodrag Simonović, Damir Šolman, Rato Tvrdić, headcoach:

### Boxe
Peso Médio-ligeiro(– 71 kg)
- Svetomir Belić
  - Primeira Rodada — Derrotou Dumar Fall (SEN), 4:1
  - Segunda Rodada — Perdeu para Anthony Richardson (HOL), 2:3

### Ciclismo
Estrada Individual Masculino
- Radoš Čubrić — 43° lugar
- Jože Valenčić — 51° lugar
- Eugen Pleško — não terminou (→ sem classificação)
- Janež Zakotnik — não terminou (→ sem classificação)

### Handebol
A Iugoslávia ganhou o segundo torneio olímpico de handebol. Na primeira fase, eles derrotaram todos os oponentes: o (Japão, os Estados Unidos, e Hungria para ficar no primeiro lugar do grupo e se juntar a sete outros times que avançaram à segunda fase. Lá, eles derrotaram os outros times que enfrentaram, (Alemanha Ocidental e Romênia). O primeiro lugar nessa fase deu à Iugoslávia o direito de aparecer na partida da  medalha de ouro, onde derrotou a Tchecoslováquia.
Competição masculina:
- Iugoslávia - Medalha de Ouro (6-0)

### Vela
Finn
- Fabris Minski — 146.0 (→ 21° lugar)

Flying Dutchman
- Anton Grego e Simo Nikolic — 63.7 (→ 5° lugar)

Membro alternativo:: Zoricic, Filip

### Natação
100 m masculino
- Sandro Rudan
  - Eliminatórias — 56.91s (→  não avançou)

200 m livre masculino
- Sandro Rudan
  - Eliminatórias — 2:05.88 (→  não avançou)

### Polo aquático

#### Competição Masculina
- Fase Preliminar (Grupo A)
  - Derrotou o Canadá (12-4)
  - Derrotou a Romênia (8-7)
  - Derrotou o México (5-3)
  - Derrotou Cuba (7-5)
  - Perdeu para os Estados Unidos (3-5)
- Fase Final (Grupo I)
  - Perdeu para a União Soviética (4-5)
  - Empatou com a Itália (6-6)
  - Perdeu para a Hungria (2-4)
  - Derrotou a Alemanha Ocidental (5-4) → Quinto lugar

- Elenco
  - Dušan Antunović
  - Siniša Belamarić
  - Ozren Bonačić
  - Zoran Janković
  - Ronald Lopatny
  - Miloš Marković
  - Uroš Marović
  - Đorđe Perišić
  - Ratko Rudić
  - Mirko Sandić
  - Karlo Stipanić